# Tibiosioma maculosa
Tibiosioma maculosa là một loài bọ cánh cứng trong họ Cerambycidae.